# Бусо фон Хаген
Бусо фон Хаген (на немски: Busso von Hagen; * 23 ноември 1665 в Пльотцкау; † 18 декември 1734 в Биндорф, част от Бернбург в Саксония-Анхалт) е наследствен господар на Биндорф, генерал и шеф при херцога на Брауншвайг-Люнебург и императорски генерал-фелдмаршал-лейтенант.
Той е син на дворцовия майстер и съветник Михаел Херман фон Хаген (* 4 октомври 1620; † 23 юни 1666) и втората му съпруга Клара фон дер Асебург († 1675), дъщеря на Бусо V фон дер Асебург (1586 – 1646) и Магдалена фон дер Асебург (1587 – 1639). Внук е на Зигмунд Херман фон Хаген (1564 – 1631) и Анна Маргарета фон Коце († 1636). Дядо му Зигмунд получава 1623 г. земите в Биндорф и други.
Сестра му Маргарета Катарина фон Хаген (1666 – 1695) е омъжена на 14 март 1690 г. в	Биндорф за 	Ахац фон Бюлов († сл. 1708), правнук на Бусо фон Бюлов († 1571) и син на Виктор фон Бюлов-Шрапелау († 1667) и на леля ѝ Берта фон дер Асебург († сл. 1660).
Бусо фон Хаген е наследствен господар на Волсдорф, Дьоберниц (от 1716) и на Биндорф. Той построява ок. 1720 г. къща в Биндорф, по-късният дворец Биндорф. През 1734 г. той оставя имението Дьоберниц на син си.
Бусо фон Хаген е брауншвайгски генерал и шеф и на 13 май 1720 г. става императорски фелдмаршал-лейтенант. Той умира на 69 години на 18 декември 1734 г. в Биндорф.

## Фамилия
Бусо фон Хаген се жени на 5 юни 1698 г. за Доротея Хенриета фон Шьонинг (* 25 юли/1 август 1682, Шпандау; † 14/15 май 1714), дъщеря на Ханс Адам фон Шьонинг (1641 – 1696), генерал и фелдмаршал на Курфюрство Бранденбург и Курфюрство Саксония, и Йохана Маргарета Луиза фон Пьолниц (1641 – 1698). Те имат три деца:
- Антон Август граф фон Хаген (1702 – 1758), последен господар в Биндорф и Дьоберниц, полско-саксонски полковник-лейтенант и камерхер, женен за графиня Елеонора Фридерика фон Вартенслебен, дъщеря на пруския генерал-фелдмаршал Александер Херман фон Вартенслебен (1650 – 1734)
- Клара Луиза фон Хаген (* 16 август 1703, Биндорф; † 10 ноември 1731, Требниц, Силезия), омъжена на 12 май 1719 г. в	Дьобернитц за Фолрад Август фон Рауххаупт-Требниц (* 1694; † 17 октомври 1733)
- София Вилхелмина фон Хаген (* 2 април 1710; † 18 август 1747), омъжена на 1 юни 1728 г. в Биндорф, окр. Кьотен за Гебхард Йохан IV фон Алвенслебен (* 10 февруари 1703; † 2 януари 1763)

Бусо фон Хаген се жени втори път за Еренгард Мария фон дер Шуленбург (* 19 декември 1664, Алтенхаузен; † 8 май 1738, Блумберг), вдовица на фрайхер Филип Лудвиг фон Канщайн (1669 – 1708). Бракът е бездетен.